# اوزبی گول

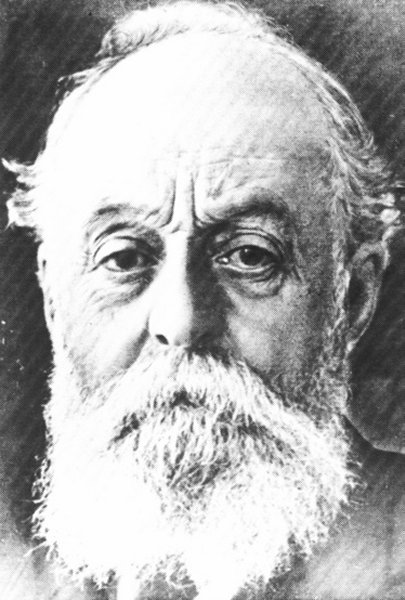
Eusebi Güell i Bacigalupi، پرتره سال ۱۹۱۵

Eusebi Güell i Bacigalupi یا اِئوزِبی گوئِی که در فارسی به اشتباه نامش را گوئِل تلفظ می‌کنند (متولد: ۱۵ دسامبر ۱۸۴۶ - فوت: ۸ ژوئیه ۱۹۱۸)، یک کارآفرین اسپانیایی بود که از انقلاب صنعتی در کاتالونیا در اواخر قرن ۱۹ سود زیادی برد. وی در سال ۱۸۷۱ با لوئیزا ایزابل لوپز و برو (دختر Antonio López y López اولین مارکیز کومیلاس) ازدواج کرد و این زوج ده فرزند داشتند. ایزابل گوئِی ای لوپز، یکی از دختران گوئِی، آهنگساز مشهوری شد.

## زندگی‌نامه
گوئِی در بارسلونا متولد شد و فرزند جوآن گوئِی آی فرر، یک صنعتگر ثروتمند اهل توردمبارا بود که در طول اقامت خود در کوبا و به لطف فعالیت‌های بی شماری که در بازگشت به بارسلونا ایجاد کرد، ثروت قابل توجهی به دست آورد. مادر وی، Francesca Bacigalupi I Dolcer، عضوی از یک خانواده بازرگان باستانی از جنوا بود که در اواخر قرن ۱۸ به کاتالونیا نقل مکان کرده بود.
گوئِی تجارت پدرش را که بیشتر در پارچه بود انجام داد و بر ثروت خانواده افزود. گوئِی در پی بازدید از نمایشگاه جهانی که در سال ۱۸۷۸ در پاریس برگزار شد، جایی که کارهای گائودی را در غرفه اسپانیا دیده بود، با آنتونی گائودی معمار جوان ملاقات کرد. این زوج دوست و همکار مادام العمر می‌شوند و دریافتند که آنها دارای منافع متقابل از جمله مذهب هستند (هر دو کاتولیک متدین بودند). گوئِی به عنوان معمار آنتونی گائودی به یک مدیچی تبدیل شد. بسیاری از همکاری‌های آنها در آغاز کار گائودی آغاز شد، زمانی که گوئِی گائودی را به عنوان مردی دید که می‌تواند ساختمان‌هایی با طراحی منحصر به فرد برای او فراهم کند.
از جمله کمیسیون‌های اولیه گوئِی برای معمار مشتاق، بودگاس گوئِی (کارخانه شراب سازی) در گراف، Pabellones Güell de Pedralbes و پارک گوئل بود که در اصل خانه خانواده گوئِی بود و بعداً به دولت وصیت شد.
در سال ۱۸۹۰، گوئِی کارخانه نساجی خود را از سانتس به سانتا کلوما د سرولو، جنوب بارسلونا منتقل کرد. وی در آنجا مستعمرات کارگری را در امتداد مستعمرات کارگران انگلیس تأسیس کرد که در اواخر قرن نوزدهم ساخته شده بودند. مستعمره یا دهکده در سانتا کلوما، که اکنون به Colonia Güell معروف است، با آرمان‌های عالی سوسیالیستی ساخته شده‌است. خانه‌هایی با اتاق‌های بزرگتر از حد متوسط، پنجره‌های گسترده و تهویه مناسب تا کارگران نساجی و خانواده‌هایشان از شرایط زندگی راحت برخوردار شوند. این روستا قرار بود نسبتاً خودمختار باشد و شامل مغازه‌ها، کافه‌ها، تئاتر، کتابخانه و مدرسه (فقط برای پسران) باشد. در سال ۱۸۹۰، گائودی مأمور ساخت کلیسا و سرداب در تپه مشرف به روستا شد. با این حال، گوئِی با مشکلات مالی روبرو شد و پروژه سرانجام رها شد. علی‌رغم وضعیت ناتمام، این اثر یک شاهکار است و بسیاری از وسایل معماری برجسته گائودی از جمله طاق‌های اجسام و اتمامهای ساختمانی را نشان می‌دهد. این دهکده که هنوز کاملاً عملیاتی است، نمونه‌های بسیار خوبی از معماری مدرنیست را در خود جای داده‌است.
گفته می‌شود که گائودی در یک موقعیت به گوئِی گفت: «گاهی اوقات فکر می‌کنم ما تنها افرادی هستیم که این معماری را دوست داریم.» گوئِی پاسخ داد، «من معماری شما را دوست ندارم، من به آن احترام می‌گذارم.»
در سال ۱۹۰۰، گوئِی زمینی را در گراسیا، بارسلونا خریداری کرد و گائودی را برای ساخت املاک برای ثروتمندان استخدام کرد. در آن زمان، منطقه دورافتاده در نظر گرفته می‌شد و پروژه نتوانست موفقیت تجاری کسب کند. فقط دو خانه ساخته شد. در سال ۱۹۲۳، خانواده گوئِی زمین را به عنوان پارک گوئِی به شهر واگذار کردند.
پادشاه آلفونسو سیزدهم در سال ۱۹۰۸ اوزبی گوئِی را به عنوان شمارش آراسته کرد. وی در سال ۱۹۱۸ در خانه خود در پارک گوئِی درگذشت.

## سرپرستی
بناهایی از گائودی که نام گوئِی را یدک می‌کشند عبارتند از:
- پالائو گوئِی
- کلیسای کلونیا گوئِی (در Santa Coloma de Cervello)
- پارک گوئِی
- بودگاس گوئِی (در گراف، نزدیک Sitges)
- Pabellones Güell de Pedrables